# Беноцо Гоцоли
Беноцо Гоцоли (на италиански: Benozzo Gozzoli), псевдоним на Беноцо ди Лезе ди Сандро (на италиански: Benozzi di Lese di Sandro), е италиански ренесансов живописец, майстор на фреското от средата на Куатроченто, представител на Флорентинската школа.

## Биография и ранно творчество
Роден е на ул „дел Фиоре“ в квартал Санто Спирито във Флоренция, вероятно през 1420 или 1421 г. Баща му е флорентински шивач. Той го изпраща да чиракува в студиото на художник не по-рано от 1435 г. Гоцоли демонстрира умения в писането, видими в подписаните документи и многото надписи на картините му, написани с букви в древен стил и на правилен латински. 
Беноцо е ученик на Фра Анджелико или учи в студиото на миниатюриста Дзаноби. Със Строци, най-добрият ученик на Фра Анджелико, работи в манастира „Сан Марко“. Има теория, че работи при Бичи ди Лоренцо – художник, който притежава едно от най-активните студия във Флоренция и е член на братството на Света Аниеса в манастира Кармине заедно със сина му Нери, съвременник на Беноцо.
Джорджо Вазари през 1568 г. в книгата си Vite de' più eccellenti architetti, pittori, et scultori italiani описва Беноцо като „много изобретателен и много продуктивен в рисуването на животни, перспективи, пейзажи и орнаменти“.

## Хронология и творби
Маниерът на Гоцоли, макар и ренесансов, е свързан с Късната готика и е повлиян най-вече от Фра Анджелико.

### 1439 – 1449 г.
През октомври 1439 г. Беноцо участва в създаването на красив погребален покров (платното, използвано за тържествената церемония с ковчега). Документи от този период показват, че Беноцо е един от художниците, записан в средновековните дружества, които организират икономически дейности.

Развитието и личният стил на Беноцо са документирани от ранните му независими творби като „Мадоната с Младенеца и ангели“ в Националната галерия в Лондон. Тази творба включва брокатени тъкани, които разкриват една от специфичните му дарби, а именно съвършено рисуване върху платове с рисунки, които изглеждат като истински.
Между 1439 – 1440 имежду 1443 – 1444 г., ръководен от Фра Анджелико, Гоцоли участва в изписването на фреските в манастира „Сан Марко“ във Флоренция. На Богоявление през 1443 г. папа Евгений IV лично освещава църквата „Сан Марко“ и по време на престоя си в града има възможността да разгледа творбите на двамата художници. В резултат на това той им възлага най-важната и най-престижна работа, която може да се възложи на художник по онова време: Капела „Маджоре“ във Ватикана. Тези фрески не са съхранени.
След като завършва работата, Беноцо, заедно с Лоренцо Гиберти, работи по втората врата на Флорентинския баптистерий, позната като „Врати на Рая“. Договорът между двамата художници е от 1 март 1444 г., а заплащането на Беноцо е солидно през първата година и още по-голямо през следващите две (сътрудничеството им приключва през 1447 г.). По време на тази поръчка Беноцо има възможност да усъвършенства уменията си за изобразяване на перспективата. Поради стилистични прилики с други негови картини няколко от сцените на „Врати на Рая“ се приписват на него, особено в последните два панела, изобразяващи „Истории за Саул и Давид“ и „Сватбата на Савската царица с цар Соломон“.

### Работа с Фра Анжелико
През 1447 г. Беноцо е в Рим с Фра Анджелико. През 1448 г. е негов асистент и двамата работят заедно в Рим и Орвието. Във Ватикана те изписват капелата на папа Николай V. Те също така работят и върху цикъл фрески в Катедралата на Орвието, като изписват купола на Капела ди Сан Брицио, изобразявайки Хор от пророци и Христос, обграден от ангели. Допълнително доказателство за това са документите, сочещи Беноцо Гоцоли за сътрудник на Фра Анджелико, въпреки че заплащането му е много по-високо от това на другите негови асистенти. Другите два купола остават недовършени и въпреки че Беноцо предлага да ги довърши сам, преговорите не стигат до успешен завършек, вероятно заради политическите проблеми на града. Работата е завършена около 50 години по-късно от Лука Синьорели (1499 – 1502).
Двамата художници се завръщат в Рим, за да изрисуват Капела „Николина“ във Ватикана, посветена на Светците мъченици Стефан и Лаврентий. Съдейки по документираните плащания, можем да се предположи, че неговата роля в тази творба е значителна. Престоят на Гоцоли в Рим му дава възможност за професионално и културно развитие и го запознава с вдъхновяващата и стимулираща среда в Рим, където по това време едновременно съществуват модели от Късната античност и нови „модерни“ произведения на изкуството. В града пребивават художници и архитекти, за да правят нови паметници, достойни за столицата на християнския свят по молба на папа Николай V, поддръжник на новия ренесансов дух и на класическите науки.

### Други самостоятелни творби
Съхранена е картина върху коприна, създадена от Беноцо за базиликата Санта Мария Сопра Минерва в Рим, изобразяваща Мадоната с Младенеца върху коприна. Нарисувана е според средновековната иконография, но някои детайли като висящата пелерина на девата правят творбата изненадващо модерна.
- Мадоната с Младенеца върху коприна, църква „Санта Мария Сопра Минерва“, Рим.
- Сребърен шкаф, детайл от Възкресението на Лазар и Христос до колоната, Музей „Свети Марко“, Флоренция.
- Рождество, от Сребърния шкаф, Музей „Свети Марк“, Флоренция.
- „Благовещение“, Кметство на Нарни

Учените признават и приноса на Беноцо за панелите, които украсяват вратите на шкаф, известен като Сребърният шкаф, изрисуван от Фра Анджелико за малкия параклис на базиликата „Сантисима Анунциата“ във Флоренция по молба на Пиеро де Медичи. Установено е, че панелите са създадени преди 1453 г., когато Фра Анджелико отново е извикан в Рим. Затова е вероятно Беноцо да е взел участие в тази творба по време на кратко пътуване до Флоренция, преди да замине за град Монтефалко в района на Умбрия, където е между 1450 и 1452 г. В някои от творбите му от този период, както отбелязва Анна Падоа Рицо – прочут авторитет по Беноцо, той използва определени стилистични мотиви, които изпробва в работата по Сребърния шкаф и това подсказва, че той е във Флоренция преди 1450 г.
Беноцо прави фрески във Фолиньо и Нарни. Някои фрагменти от творбите се съхраняват в двореца Тринчи, а панелът, изобразяващ Благовещение, се намира в Кмеството на Нарни.

### Фрески в църквата „Сан Фортунато“ в Монтефалко
През 1450 – 1452 г. Гоцоли работи по фреските в църквата „Сан Фортунато“ в Монтефалко. Представени са 25 епизода от живота на свети Франциск. 
През 1450 г. спечелва доверието и възхищението на папа Николай V, пазител на реформираните францисканци на Свети Фортунат в Монтефалко в район Умбрия, и получава важна задача да направи фреските на реновирания францискански манастир „Свети Фортунат“. Беноцо изрисува фреската Мадоната с Младенеца на трон заедно с ангели-музиканти (от която днес са запазени фрагменти) и също в тази църква фреската Свети Фортунат на трон, заобиколен от ангели (която е в лошо състояние). Той рисува и Мадоната с колана на красивия олтар, както и Богородица и Младенеца със св. Франциск и св. Бернардин на люнета над входната врата на църквата. Творбите в манастира „Свети Фортунат“ са последвани от творби в по-голямата църква, посветена на Свети Франциск, построена от монасите в град Монтефалко.
Тази престижна задача дава възможност на Беноцо да демонстрира таланта си като художник. Фреските, изобразяващи „Историите на светеца“ вероятно са нарисувани за кратко време. Надпис с букви в древен стил сочат, че Беноцо е художникът, а годината на изпълнение е 1452. За да нарисува тази творба и многото други, които рисува в Монтефалко през трите години, които прекарва там, Беноцо моли за помощ своите колеги, както е бил обичаят в студията на художниците. В същата църква той прави фреската на параклиса, посветен на Св. Йероним, в която сцени от живота на светеца са изобразени заедно с техниката тромп лой. Наистина Беноцо използва илюзионистки техники, за да изрисува панел с илюстровано стъпало на олтар, обградено от издълбана дървена и позлатена рамка. Този метод често се появява в работата на художника и създава изискани тром лой ефекти, където използва фреските, за да имитира рисунки върху панел.
Той използва истински рисунки върху панел за Мадоната с Младенеца и св. Франциск и св. Бернар и поръчителя Фра Якопо и красивия панел (сега в Националната художествена галерия във Вашингтон), изобразяващ Св. Урсула с два ангела, придържащи завеси, и дарител. През трите си години в Монтефалко Беноцо си изгражда репутация сред местните художници и клиенти. Всъщност той добива такава слава сред клиентите, че е ангажиран да „реставрира“ древен образ на Св. Клара от Монтефалко, изрисуван в  посветения на нея августинския манастир.
През 1453 г., отново благодарение не папа Николай V, той е извикан във Витербо, за да направи цикъл фрески в кларисинския манастир „Санта Роза“. Фреските ги няма, но някои фрески, които се смятат за такива от школата на Гоцоли, все още могат да бъдат видени в молитвения дом в манастира на Практикуващите минорити на Монте Калварио на о-в Бизентина в езерото Болсена.
След като приключва работа там, Беноцо се връща в Рим, където междувременно Фра Анджелико се е върнал, за да работи върху последните си творби. Фра Анджелико умира на 18 февруари 1455 г. 
В Рим Беноцо се радва на уважението и покровителството на папата и получава нови задачи, включително изрисуването на най-важния параклис на аристократично семейство в Базиликата „Санта Мария ин Чели“. След като се утвърждава сред клиентите си като наследник на Фра Анджелико, той е извикан да изрисува олтара в молитвения дом в църквата „Сан Джироламо“ в град Перуджа, където са настанявани чуждестранните студенти в Университета на Перуджа, основан от епископ Гуидалоти през 1427 г. Олтарът, известен като „Sapienza nuova“ (кръстен на университета, за който е създаден), сега се помещава в Националната галерия на Умбрия заедно с този, който е изрисуван от Фра Анджелико за същия клиент.
Друга творба от този период е рисунката на панела в Колегиалната църква в Сермонета. Скоро след това художникът решава да се завърне в родния си град Флоренция, където да се установи като наследник и приемник на Фра Анджелико.

### Мадоната с Младенеца и девет ангела
Мадоната с Младенеца и девет ангела (Художествен институт на Детройт), Колоната с фрески на трима светци в позлатени панели (в галерия на Академията във Флоренция) и Олтарът за Братството на очищението във Флоренция, което се помещава първоначално в някои от залите на манастира „Сан Марко“. В договора за тези творби клиентите искат художникът да използва същия стил като този на олтара, изрисуван от Фра Анджелико за църквата на манастира. Олтарът на Беноцо, който сега се съхранява в Националната галерия в Лондон, е украсен с панели на стъпалата, които сега са в различни музеи по света. 

Художникът получава и друга задача за престижна творба от богатото семейство Алесандри, които искат той да „подобри“ полиптих от 14 век на Липо ди Бенивиени в църквата „Сан Пиетро Маджоре“, тоест да модернизира древната картина според тогавашните вкусове. От частта на Беноцо в тази работа оцеляват четирите малки панела на стълбите на олтара, които илюстрират Житията на светци, изобразени на основния панел, и които се съхраняват в Музея на изкуството „Метрополитън“ в Ню Йорк.
- Падението на Симеон Магесник, горна част на Оолтар „Алесандри“, Музей на изкуството „Метрополитън“, Ню Йорк
- Свети Зенобий, Музей на изкуството „Метрополитън“, Ню Йорк

### Музей „Сан Марко“, Флоренция
Други негови творби от този период включват стъпала към олтар, съхранявани в музей „Сан Марко“ във Флоренция, които сигурно са част от все още неидентифициран олтар. Гоцоли рисува и Свети Себастиан, както и „Разпятие“, което сега се съхранява в Градския музей на Флоренция.

### Капела на влъхвите, 1459 г.
Пиеро ди Козимо де Медичи обзавежда новия дворец на ул. Ларга във Флоренция и предлага на Беноцо да изрисува частния му параклис, вярвайки в невероятния талант на художника за пресъздаване на голямо разнообразие от обекти и еднакво реалистично пресъздаване на портрети, дрехи и пейзажи. Затова през 1459 г. той създава фреските на „Шествието на влъхвите“, където разкошната процесия на тримата царе е илюстрирана на фона на богат на детайли приказен пейзаж, който като че ли увеличава размера на малкия параклис. Всъщност този епизод от Евангелието е само претекст за желанието на възложителя да възхвали влиянието и богатството на семейство Медичи, подчертани от разкоша на одеждите, на място, което със сигурност е предназначено както за поклонение, така и за малки частни аудиенции. Тази задача, която все още се смята за шедьовъра на Беноцо, демонстрира възхода на художника до статуса на един от най-доверените художници на влиятелното семейство Медичи.
В Капелата на влъхвите в двореца на Медичите Гоцоли рисува фреска, заемаща три от стените. На четвъртата олтарна стена е „Поклонение пред Мадоната“ на Филипо Липи. Темата е „Шествието на влъхвите към Витлеем“. Зад привидно библейския сюжет на стенописите се крие историческо събитие – Фераро-флорентинският събор от 1439 г. Сред персонажите, представени на фреските, са византийският император Йоан VIII Палеолог, константинополският патриарх Йосиф II, Лоренцо де  Медичи, Сиджизмондо Малатеста и Галеацо Сфорца.  В тълпата зрители Беноцо Гоцоли изобразява себе си и учителя си Фра Анджелико. Върху червената шапка на Гоцоли се чете името му на латински. Фреските съчетават от една страна ренесансов портрет и пластично моделиране на обемите, а от друга – пищната декоративност и позлата, характерни за средновековното изкуство. Липсата на пространство в тях ги уподобява на гоблен.
Въз основа на гръцка преписка българските учени Иван Дуйчев и Александър Кузев приемат, че патриарх Йосиф II е незаконен син на цар Иван Шишман. Ако това е така, в Палат „Медичи-Рикарди“ има запазен реалистичен портрет на този представител на фамилията Шишмановци.

#### Фрески
| Западна стена           | Южна стена               | Източна стена           |
| ----------------------- | ------------------------ | ----------------------- |
|                         |                          |                         |
| Процесия на Стария крал | Процесия на Средния крал | Процесия на Младия крал |

#### Детайли от фреските
- Сиджизмондо Малатеста, Галеацо Сфорца
- Патриарх Йосиф II
- Лоренцо Медичи
- Козимо Медичи и Карло Медичи

### Фрески „Историите на свети Августин“ в Сан Джиминяно
През 1463 г., поради чумата във Флоренция, Беноцо с посредничеството на семейство Медичи, се мести в Сан Джиминяно, където големият августински учен Фра Доменико Страмби му поставя задача да изрисува престижен цикъл от фрески в градската църква, изобразяващи Истории за свети Августин. Тази творба трябва да възхвалява делата на светеца и Беноцо започва да работи с обичайното си майсторство посредством метода на фреските. Това професионално умение му спечелва репутация като „отличен майстор на стенни картини“, по думите на колегите му художници, и му донася още ангажименти в този град. Докато е в Сан Джиминяно, Беноцо изпраща Мистичния брак на света Катерина Александрийска (което е възможно да е част от нарязан на части полиптих на основния олтар на църквата, посветен на Дева Мария) на манастира „Санта Мариа дел Оро“ на Практикуващите минорити в Терни, район Умбрия. Творбата все още се съхранява в галерията в града. Запазени са сцени със свети Себастиан, както и „Разпятие“, което сега се съхранява в Градския музей.

През 1465 г. викарият на Черталдо, който отговаря за правосъдието във Вал д'Елза, включително за издаването на смъртни присъди, му възлага задачата да изрисува Скиния на екзекутираните, който тогава се намира близо до моста над река Аляна. Там членовете на Братството на правосъдието се грижат за осъдените на смърт и им дават утеха в последните им часове с молитви, и ги насърчават да се покаят.

### Стенописи за Гробището на Пиза
Между 1468 и 1484 г. Гоцоли рисува голям стенопис за Кампосанто (гробището) в Пиза, който е изцяло разрушен по време на бомбардировките през 1944 г. Дори по онова време Кампосанто, където има ценни римски саркофази и фрески от известни художници на 14 век, е смятан за едно от чудесата на Италия. Дори се говори, че почвата, в която погребват мъртвите, е от Голгота. Гражданите на Пиза, които са запознати с това съкровище, настояват, че само престижен художник може да изрисува 26-те фрески, които трябват за украсата му, което още веднъж демонстрита голямото уважение към Беноцо.
- Строежът на Вавилонската кула, Кампосанто, Пиза
- Гроздобер и пиянство на Ной, Кампосанто, Пиза.

Беноцо иска съдействие от множество колеги, за да завърши тази огромна творба, и това му позволява да приема нови поръчки. Сред тях е олтарът, датиращ от 1470 г., изработен за основния олтар в църквата „Св. Лазар“ – задача, отново дадена му от „Опера Примациале“ (институцията, отговорна за строежа на Катедралата на Пиза и на Кампосанто (гробището на града), призната официално от 1217 г.), който сега се съхранява в музея на институцията.
За да работи по Кампосанто, Беноцо и семейството му се местят в Република Пиза и си купуват къща близо до Пиаца дей Мираколи. Но през лятото на 1479 г. художникът решава да се премести в провинцията извън Пиза и се установява в Леголи – малко селце в покрайнините на днешната община Печоли. Там той работи по великолепна ниша с навес, с фрески от четирите ѝ страни, която все още стои на входа на селото. По време на престоя си там Беноцо е поканен във Волтера, за да украси параклиса на Дева Мария в катедралата. Избраният обект е Процесията на влъхвите, по който започва работа с помощта на художниците от ателието си.
През 1468 – 1495 г. в Гробището на Пиза са изписани 25 фрески със сцени от Стария завет. Заедно с помощниците си Гоцоли работи по тях в продължение на 16 години. До началото на Втората световна война те вече са силно повредени. При бомбардировките са почти унищожени.

### Девата и свети Йоан
След като се връща в Пиза и завършва фреските на Кампосанто в Пиза, той получава нови задачи, включително вече изгубен цикъл, за който Вазари говори в Животописи...  (1568), създаден за монахините от манастира „Сан Бенедето в Рипа д’Арно“. За същата църква той изрисува ниша с Девата и свети Йоан. Тази фреска се съхранява в стаите на стария манастир, който сега е дом на Cassa di Risparmio в Пиза.
Около 1490 г.  той изрисува олтара, изобразяващ Светия разговор, за същите тези монахини в Рипа д’Арно. Панелът, който сега е в лошо състояние поради неадекватни реставрации в миналото, сега се съхранява в Националния музей „Св. Матей“ в Пиза заедно с Разпятие и светии, изрисуван за трапезарията на женския доминикански манастир. 
Устроен в Пиза, който се радва на неговия престой там, Гоцоли поддържа винаги силна връзка с родния си град Флоренция. Тази патриотична любов е очевидна от начина, по който той се определя като флорентинец в надписите и подписите върху творбите си и освен това си личи по дейността му с компанията от Флоренция, живееща в Пиза, за които той изрисува олтара на параклиса, който сега се съхранява в Националната галерия в Отава. През този втори период в Пиза, според учения Падоа Рицо, Беноцо вероятно прави кръглата панелна рисунка в енорията в Калчи, изобразяваща Мадоната с Младенеца, произлизаща от Доминиканския манастир в Поджо.
През кариерата си Гоцоли множество пъти участва в украсяването на молитвени паметници (в Черталдо и Леголи). Но двата най-значителни примера що се отнася до местоположението им на главни пътища, използвани от пътници и поклонници, както и до размера им и заповедта за тях, вероятно са тези, които изрисува с фрески в Кастелфиорентино – и двата по нареждане на игумена на Кастелнуово месер Грацие ди Франческо: един преди 1484 г, посветен на Мадоната с кошница, и втори през 1490 – 1491 г. с помощта на синовете му Франческо и Алесо, познат като Madonna della Visitazione.
- Творби в музей на Беноцо Гоцоли, Кастелфеорентино
- Среща на Йоаким и Ана близо до Porta Aurea (Златните врата), скиния
- Сънят на Йоаким, скиния на Visitazione
- Дева Мария в храма, Скиния на Visitazione
- Изгонването от Йерусалим, Скиния на Visitazione
- Успение Богородично, Скиния на Мадоната на кашлицата
- Дева Мария с Младенеца на трон, заобиколена от светиитш Петър, Катерина Александрийска, Маргарита и Павел, Скиния на Мадоната на кашлицата
- Сватбата на Дева Мария, Скиния на Visitazione
- Благовещение от арх. Гавраил до Девата, Скиния на Благовещение, Кастелфеорентино

По това време Беноцо и синовете му изписват и друга фреска – Света Вердиана, която все още се съхранява в общината в Кастелфиорентино. Тя не е с такава важност, но има съществено местно значение, тъй като е едно от най-древните доказателства в областта за почитането на тази фигура, която е изобразена, според традиционната иконография, като монахиня, облечена в черни одежди, заедно с характерните атрибути – змии и плетена кошничка.

### Кавалетни творби
- Гръб на Стола на епископа в Катедралата, понастоящем в Лувъра: доктринна творба, имайки предвид целта ѝ и изобразяването на Триумфът на св. Тома Аквински – тема, близка до доминиканците и до църквата като цяло, както и малкият олтар, изобразяващ Мадоната с Младенеца, света Ана и дарители, който сега се съхранява в Музей „Свети Матей“ в Пиза, произлизащ от Доминиканския манастир „Света Марта“.
- Олтарна картина Мадоната със светци: многобройните части на този полиптих са пръснати из множество музеи: Уфици, Пинакотека „Брера“ в Милано, Музей на изкуството „Метрополитън“ Ню Йорк; Перуджа, Нарни, Терни, Сермонета, Волтера, Пиза, Берлин, Кьолн, Ван, Кеймбридж (САЩ), Краков, Лондон.
- Последните му творби са панелните рисунки на Свети Йероним, които сега се съхраняват в музей „Бардини“ във Флоренция, и два панела с маслени бои, направени със съдействието на синовете му Франческо и Алесио за епископа на Пистоя Николо Пандолфини: „Свалянето от кръста“ (днес в Музей „Хорн“ във Флоренция) и Възкресението на Лазар (днес в Националната художествена галерия във Вашингтон). Тези две творби потвърждават, че Беноцо, „майстор на стенни картини“ и създател на множество панелни картини, е запознат и с новите техники на времето. Те са нарисувани, когато възрастният художник е в Пистоя, където се мести през 1497 г., за да изпълни престижната задача по изрисуването на цялата стена на Общинската зала на общината. Но на 4 октомври същата година той умира, оставяйки тази последна творба – фреската Девата в слава с ангели и светии в начално ниво на работа.

- Творби в музеи
- Триумфът на Свети Тома, Лувър, Париж.
- Свалянето от кръста, църква „Хорн“, Флоренция
- Възкресението на Лазар, Национална галерия Вашингтон
- Възкресението на Лазар, детайл, Национална галерия Вашингтон.

### Последни години
През 1494 г., след прогонването на Пиеро ди Лоренцо де Медичи от Флоренция, Пиза също се озовава в политическите борби срещу флорентинското влияние, респективно до прогонването на флорентиците от града и конфискуването на имотите им. Въпреки че е флорентинец, Беноцо получава съгласие от страна на гражданите на Пиза и остава да живее там до 1495 г., което е доказателство на високото мнение на градските институции за него. Завръщането му във Флоренция се случва по време на една от големите идеологически промени, които променят града: от споменатото прогонване на Медичите до публичните проповеди на Савонарола, който с времето, благодарение на ораторските си способности, става морален, религиозен и политически лидер във време, когато обществената ситуация се превръща в криза. Беноцо има контакт с доктрината на реформираните монаси от Ордена на просещите братя (августинци, доминиканци и францисканци) нa nяколко пъти, а последните му творби, изработени в напреднала възраст, демонстрират дълбоко спазване на edna стриктна и искрена духовност, изцяло придържаща се към проповедите на Савонарола.

### Смърт
Умира в Пистоя, вероятно от чума, през 1497 г. Погребан е в църквата „Свети Доменик“ в Пистоя, а не в Кампосанто на Пиза, както пише Вазари. Епиграфът, за който биографът пише в Животописи..., всъщност е паметната плоча, която дълго преди смъртта му е дадена на художниците в Кампосанто от гражданите на Пиза в чест на фреските, които е нарисувал там.

## Други произведения
- Покаянието на св. Йероним, Музей „Бардини“, Флоренция.
- Мадоната, даваща своя колан на светиити Тома и Житие Богородично в предела (горната част на олтар), Ватикански дворец.
- Свети Стефан получава дяконство и разпространява милостиня, Капела „Николина“,  Ватикански дворец.
- Олтар „Сапиенца Нуова“, Национална галерия на Умбрия, Перуджа.